# آنتونی پارسونز
آنتونی پارسونز (۹ سپتامبر ۱۹۲۲ – ۱۳ اوت ۱۹۹۶) (به انگلیسی: Sir Anthony Parsons) دیپلمات انگلیسی که از سال ۱۹۷۴ تا ۱۹۷۹ میلادی سفیر بریتانیا در ایران بود.

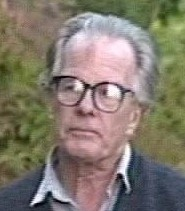
آنتونی پارسونز در حال مصاحبه با خبرنگار ایرانی علی اکبر عبدالرشیدی

قبل از آن نیز وی معاون قسمت امور خاورمیانه در وزارت امور خارجه بوده است. وی در ابتدای سال ۱۹۷۹ و کمی قبل از پیروزی انقلاب اسلامی ایران (۲۱ ژانویه سال ۱۹۷۹ و ۵ روز پس از خروج محمدرضا پهلوی از ایران) به لندن بازگشت و تا سال ۱۹۸۲ ریاست هیئت نمایندگی انگلستان در سازمان ملل متحد را بر عهده گرفت.
وی در این سمت با موضوع‌های مربوط به ایران از جمله ماجرای گروگان‌گیری و جنگ ایران عراق سر و کار داشت. آخرین سمت اجرایی وی مشاور مخصوص مارگارت تاچر در امور خارجی بود. وی در سال ۱۹۸۳ بازنشسته شد.
مأموریت وی با انقلاب ایران هم‌زمان شد و به همین لحاظ مأموریت وی از لحاظ تاریخی اهمیت ویژه‌ای یافت. در دوران بازنشستگی به نگارش کتاب معروف خود، غرور و سقوط (به انگلیسی: The Pride and the Fall) پرداخت که به عنوان یکی از کتب مرجع در زمینه انقلاب ایران مورد استفاده تاریخ نگاران و تحلیلگران تاریخ انقلاب ایران است.

## پارسونز در رسانه‌های ایران
کتاب غرور و سقوط پارسونز به وسیله منوچهر راستین به فارسی ترجمه شده است. همچنین پارسونز در مصاحبه تلویزیونی با علی اکبر عبدالرشیدی گوشه‌های مهمی از ماموریتش را در تهران و سپس به عنوان نماینده انگلستان در سازمان ملل متحد در دوران جنگ عراق و ایران تشریح کرده است.